# Erwin Wilhelm Müller
Erwin Wilhelm Müller (* 13. Juni 1911 in Berlin; † 17. Mai 1977 in Washington, USA) war ein deutsch-amerikanischer Physiker. Er gilt als der erste Mensch, der ein Atom „gesehen“ hat.

## Werdegang
Müller studierte zunächst Physik an der Technischen Hochschule Charlottenburg bei Gustav Hertz und promovierte 1936. Seine Habilitation erreichte er aufgrund der Wirren des Zweiten Weltkriegs erst im Jahre 1950 (ebenfalls an der TU Berlin).
Er hatte mehrere Stellungen bei der Siemens AG, am Kaiser-Wilhelm-Institut für Physikalische Chemie und Elektrochemie sowie nach dem Krieg an der Freien Universität Berlin.
Seine ersten größeren Erfolge errang Müller mit der Erfindung des Feldelektronenmikroskops 1936. Das Gerät ermöglichte die Untersuchung von Metalloberflächen mit einer Auflösung von etwa 20 Å. Damit konnten erstmals Diffusionsvorgänge und Umstrukturierungen an Oberflächen beobachtet werden. Im Anschluss daran erhielten Forscher viele weitere Erkenntnisse zu atomaren Prozessen auf Festkörper-Oberflächen.
1947 holte ihn Iwan Stranski an das Kaiser-Wilhelm-Institut für Physikalische Chemie und Elektrochemie (das spätere Fritz-Haber-Institut der Max-Planck-Gesellschaft) in Berlin-Dahlem, an dem er 1951 das erste Feldionenmikroskop konstruierte, das Auflösungen bis zu 2,5 Å liefern konnte. Damit konnte man erstmals klare und scharfe Bilder von Kristallen im atomaren Bereich erhalten, wobei man einzelne Atome und ihre Anordnung auf der Oberfläche sehen konnte. Müller war damit der erste Mensch, der ein Atom „sehen“ konnte.
1951 wurde er Professor an der Freien Universität Berlin. Im Jahr 1969 wurde er zum Mitglied der Leopoldina gewählt. Seit 1975 war er Mitglied der National Academy of Engineering und der National Academy of Sciences.
Seit 1952 lehrte und forschte er an der Pennsylvania State University in den USA. Erwin Wilhelm Müller starb am 17. Mai 1977 in Washington, D.C.

## Ehrungen
- 1952 erhielt er die Carl-Friedrich-Gauß-Medaille.
- 1957 ernannte ihn die Max-Planck-Gesellschaft zum Auswärtigen Wissenschaftlichen Mitglied des Fritz-Haber-Instituts.
- 1964 Howard N. Potts Medal
- 1968 Centenary Prize der Royal Society of Chemistry
- Am 3. Mai 1968 verlieh ihm die Freie Universität Berlin den Ehrendoktor „in Anerkennung seiner grundlegenden Arbeiten auf dem Gebiet der Feldemission, insbesondere der Erfindung des Feldelektronen- und des Feldionenmikroskops, die zur Begründung eines neuen bedeutenden Forschungszweigs führte.“
- 1970 erhielt er den Medard W. Welch Award der American Vacuum Society.
- 1972 Davisson-Germer-Preis der American Physical Society.
- 1976 National Medal of Science